# El hundimiento de la casa Usher
El hundimiento de la casa Usher è un film del 1982 diretto da Jesús Franco.
Il soggetto è liberamente tratto da La caduta della casa degli Usher di Edgar Allan Poe.

## Produzione

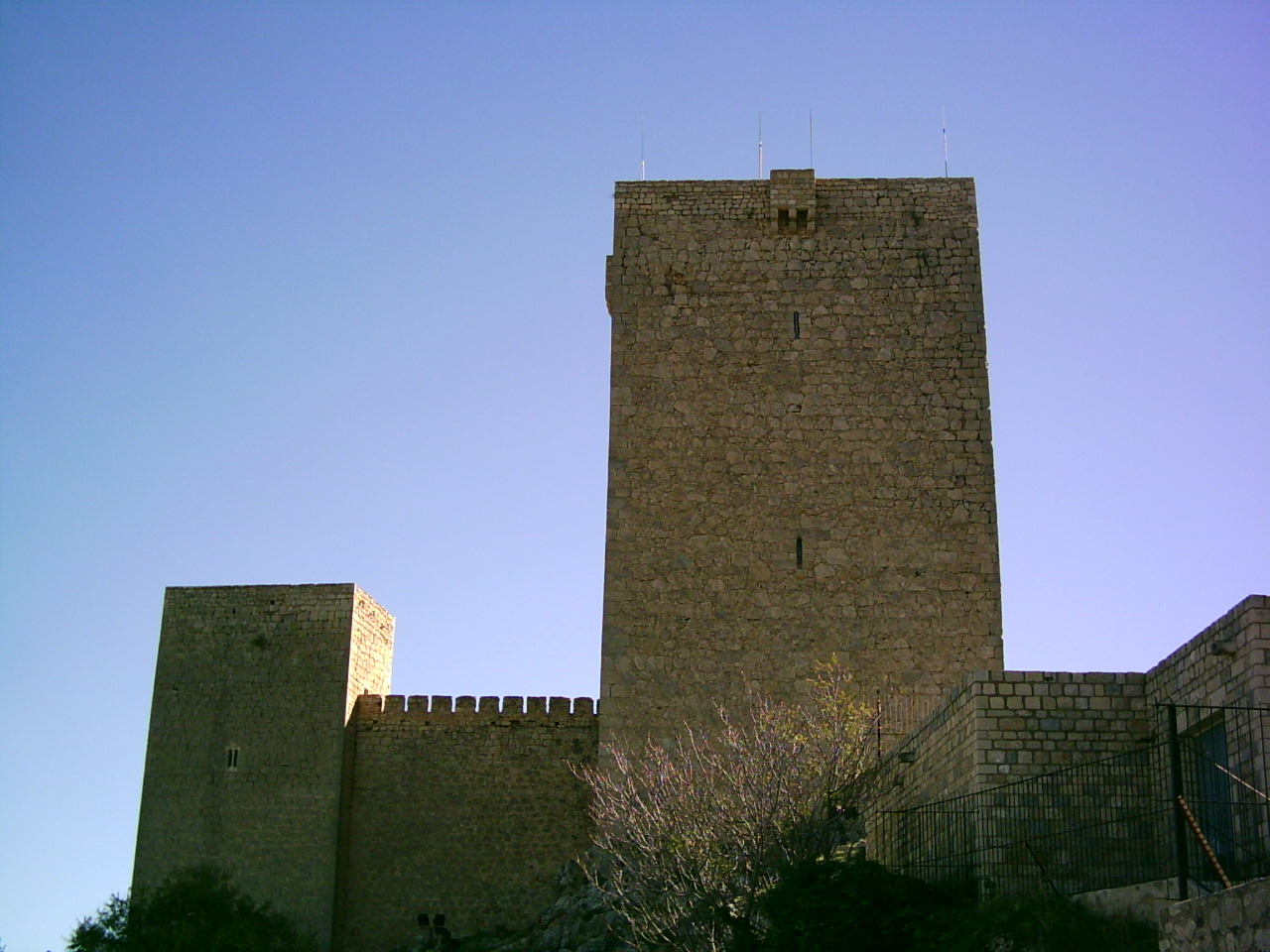
Il castello di Santa Catalina, a Jaén, dove fu girato il film.

È stato girato al Castillo de Santa Catalina (oggi un hotel) di Jaén.

### Cast
Assegnando a due personaggi i nomi di Harker e Seward, Franco istituì un implicito collegamento tra il personaggio di Usher e il conte Dracula.
Al personaggio di Usher, trattato in chiave parodistica, rimanda uno dei racconti di cui si compone il primo lungometraggio di Jesús Franco, Tenemos 18 años.

## Distribuzione
Fu presentato nel 1983 al Festival de cinema fantastico di Madrid, accolto dai fischi del pubblico. Di conseguenza non uscì nei cinema spagnoli, se non dopo essere stato rimaneggiato dal regista.
La nuova versione, intitolata Los crimenes de Usher, che uscì nel 1986, risulta tagliata rispetto all'originale ma presenta l'aggiunta di tre nuove scene girate nel 1984 nelle quali Usher uccide tre donne: una borghese, una prostituta e una bambina.
Questa versione del film non piacque al produttore francese, Marius Lesoeur, che accettò di distribuire il film solo a patto di rivoluzionarne l'impianto. Nacque così Nevrose, oggi più noto con il titolo inglese Revenge in the house of Usher. Questa versione francese manca delle scene aggiunte in Los crimenes de Usher, ha sequenze alternative ed è montata diversamente. La trama è stravolta mediante l'aggiunta di flashback tratti da Gritos en la noche, uno dei primi film di Franco, e di nuove sequenze che ne riprendono i personaggi e i motivi narrativi.
Se nella seconda versione spagnola il personaggio decadente del vecchissimo abitante del castello si trasforma in una sorta di vampiro, che lecca il sangue delle sue vittime dalla lama del coltello con cui le uccide, nella versione francese egli si collega al personaggio del Dr. Orloff, lo scienziato pazzo che sacrifica alcune giovani donne nel tentativo di restituire la bellezza e la vita alla figlia Melissa.
Mentre della versione originaria, che il regista riconosce come sua, si sa ben poco, Los crimenes de Usher è stata edita solo su VHS, in versione tagliata.
La fama del film è pertanto consegnata alla versione apocrifa francese. In questa forma il film è uscito in DVD negli USA (Image), in Gran Bretagna (Arrow) e in Francia (con il titolo La chute de la maison Usher).